# Dipartimento di Stato degli Stati Uniti d'America

La struttura organizzativa del Dipartimento.

Il Dipartimento di Stato degli Stati Uniti d'America (DOS) (United States Department of State) è uno dei Dipartimenti federali del Governo degli Stati Uniti d'America, quello a cui è affidata la responsabilità della politica estera degli Stati Uniti. Il suo principale fine istituzionale è quello di consigliare il Presidente sulle relazioni internazionali, la gestione di missioni diplomatiche, la negoziazione di trattati internazionali e la rappresentanza degli Stati Uniti alle Nazioni Unite. Si occupa inoltre di gestire i servizi di immigrazione, come la concessione di visti e passaporti e la verifica della cittadinanza statunitense.
Si tratta del più potente e prestigioso dipartimento degli Stati Uniti. Il Segretario di Stato è la prima persona del gabinetto nella linea di successione presidenziale e funge da rappresentante del governo statunitense all'estero. Nella seconda amministrazione di Donald Trump, tale ruolo è ricoperto da Marco Rubio.
In linea di massima è un dicastero con funzioni simili al Ministero degli esteri italiano.

## Descrizione

### Funzioni
A capo del dipartimento vi è il segretario di Stato, un ministro che siede nel gabinetto governativo, con il compito di:
- Coadiuvare e coordinare la struttura della politica estera degli Stati Uniti d'America
- Tutelare gli interessi e la stabilizzazione dei cittadini Americani all'Estero
- Occuparsi della raccolta, della preservazione e delle analisi di dati e informazioni a livello nazionale ed internazionale per conto della Giustizia americana (quali narcotraffico e terrorismo)
- Tutelare gli interessi degli Stati Uniti a livello internazionale
- Custodire, salvaguardare e autorizzare l'uso dello Stemma degli Stati Uniti d'America

### Organizzazione
- Segretario di Stato degli Stati Uniti d'America
- Vicesegretario di Stato degli Stati Uniti d'America
  - Capo dello staff del segretario di Stato degli Stati Uniti
  - Segreteria esecutiva
  - Ufficio del coordinatore per l'antiterrorismo
  - Ufficio del coordinatore per la ricostruzione e la stabilizzazione
  - National Foreign Affairs Training Center
  - International Information Programs
  - Consigliere legale del Dipartimento di Stato
  - Office of Management Policy
  - Capo del protocollo degli Stati Uniti
  - Ufficio del consigliere su scienza e tecnologia
  - Ufficio per i crimini di guerra
  - Bureau of Intelligence and Research
  - Ufficio per gli affari legislativi
  - Ufficio per la gestione delle risorse
- Sottosegretario di Stato per gli affari politici
  - Ufficio per gli affari africani
  - Ufficio per gli affari asiatici orientali e pacifici
  - Ufficio per gli affari europei ed eurasiani
  - Bureau for International Narcotics and Law Enforcement Affairs
  - Ufficio per gli affari organizzativi internazionali
  - Bureau of Near Eastern Affairs
  - Ufficio per gli affari asiatici meridionali e centrali
  - Ufficio per gli affari dell'emisfero occidentale
- Sottosegretario di Stato per la gestione
  - Ufficio dell'amministrazione
    - Office of Allowances
    - Office of Authentication
    - Language Services
    - Office of Logistics Management
    - Office of Overseas Schools
    - Office of Small and Disadvantaged Business Utilization
    - Office of Multi-Media Services
    - Office of Directives Management
    - Office of Commissary and Recreation Affairs
    - Office of the Procurement Executive

  - Bureau of Consular Affairs
    - Ufficio sulle cause minorili

  - Ufficio sulla sicurezza diplomatica (DS)
- Sottosegretario di Stato per la sicurezza diplomatica
  - Diplomatic Security Service (DSS)
  - Ufficio per le missioni estere
- Ufficio delle risorse umane
- Bureau of Information Resource Management
- Bureau of Overseas Buildings Operations
- Director of Diplomatic Reception Rooms
- Foreign Service Institute
- Office of Management Policy, Rightsizing, and Innovation
- Office of Medical Services
- Office of White House Liaison
- Sottosegretario di Stato per gli affari economici, commerciali e agricoli
  - Bureau of Economic, Energy, and Business Affairs
- Sottosegretario di Stato per la diplomazia e gli affari pubblici
  - Ufficio per gli Affari Educativi e Culturali
    - Internet Access and Training Program

  - Ufficio per gli Affari Pubblici
    - Office of The Historian

  - Ufficio per i Programmi Informativi Internazionali
- Sottosegretario di Stato per il controllo delle armi e gli affari di sicurezza internazionale
  - Ufficio per la Sicurezza Internazionale e la Nonproliferazione
  - Ufficio per gli Affari Politico-Militari
  - Bureau of Verification, Compliance, and Implementation
- Sottosegretario di Stato per la democrazia e gli affari globali
  - Ufficio per la democrazia, i diritti umani e il lavoro
  - Ufficio per gli affari oceanici, internazionali scientifici e ambientali
  - Ufficio per la popolazione, i rifugiati e i migranti
  - Ufficio per il monitoraggio e la lotta alla tratta umana
- Consigliere del Dipartimento di Stato degli Stati Uniti
- United States Global AIDS Coordinator

## United States Foreign Service
Il United States Foreign Service è il principale sistema di reclutamento e gestione di personale civile utilizzato dal servizio diplomatico del governo federale degli Stati Uniti, sotto l'egida del Dipartimento di Stato degli Stati Uniti. È composto da oltre 13.000 professionisti che svolgono la politica estera degli Stati Uniti e aiutano i cittadini degli Stati Uniti all'estero.
Creato nel 1924 dal Rogers Act, il Foreign Service ha riunito tutti i servizi consolari e diplomatici del governo degli Stati Uniti in un'unica unità amministrativa. Oltre alla funzione così disciplinata, il Rogers Act ha definito un sistema di gestione del personale, in base al quale il Segretario di Stato degli Stati Uniti è autorizzato ad assegnare diplomatici all'estero.
I membri del servizio estero sono selezionati attraverso una serie di esami scritti e orali. Servono in una qualsiasi delle 265 missioni diplomatiche degli Stati Uniti nel mondo, comprese ambasciate, consolati e altre strutture. I membri del Servizio Esteri servono anche dislocati presso il quartier generale delle quattro agenzie governative che si occupano di vari profili degli affari esteri: il Dipartimento di Stato, con sede presso l'edificio Harry S Truman nel quartiere Foggy Bottom di Washington DC; il dipartimento dell'agricoltura; il dipartimento del commercio; l'agenzia degli Stati Uniti per lo sviluppo internazionale.

### Department of State Air Wing

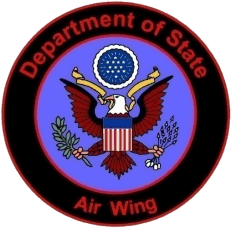
Logo dell'"Air Wing" of The Bureau of International Narcotics and Law Enforcement Affairs (INL) - Office of Aviation, del Dipartimento di Stato degli Stati Uniti d'America

In via eccezionale rispetto alla natura essenzialmente civile della diplomazia, presso il dipartimento di Stato è incardinato anche un nucleo operativo di altro genere: l’Air Wing, la cui attività era nata nel 1976 soprattutto per contrastare le coltivazioni per la produzione di droghe e il loro contrabbando. All’epoca aveva il suo quartier generale sulla “Patrick” AFB, in Florida, con 60 addetti più 13 contractors. Nel 2019, per gestire le sue attività, il DOS spende circa 5 miliardi di dollari l’anno e si serve di circa 1.500 contractor della DynCorp, una Private Military Company.
Chiuse nel 2017 le sue sedi a Cipro e in Pakistan, l’Air Wing opera da aeroporti in Afghanistan, Colombia, Iraq, Panama, Perù e nel 2019 sta aprendo un punto d’appoggio anche in Guatemala. Benché su quest’aspetto non siano forniti dettagli, alcuni aeromobili che operano dalle sedi all’estero portano insegne di nazionalità o codici di immatricolazione locali.
All'aprile 2019 gli aeromobili ufficialmente in carico al Department of State Air Wing sono 206: cinque droni, 21 aerei e 180 elicotteri; ma ce ne sono alcuni di più, circa 230, tenendo conto anche di alcuni elicotteri (e forse qualche aereo) che non rientrano negli elenchi ufficiali. La componente aerea più numerosa è costituita da 118 elicotteri della famiglia degli “Huey”: UH-1H, UH-1V, "Huey II”, Bell 212 e Bell 214ST, parte di essi è equipaggiata con mitragliatrici M240 e “Minigun" e con lanciatori di flare. Vi sono pol quattro MD-530 "Little Bird”, 13 Sikorsky S-61T (e alcuni S-61N) e 34 Boeing CH-46E "Seaknight"; gli ultimi due tipi sono impiegati soprattutto per il trasporto del personale diplomatico. Nel corso degli ultimi mesi la maggior parte degli S-61 è stata venduta (o forse tutta la flotta). La flotta ad ala rotante si completa con 22 UH-60 “Black Hawk”. 
La componente ad ala fissa è piuttosto variegata con almeno un Pilatus PC-6 “Turbo-Porter", due Air Tractor AT-802 per l'irrorazione con diserbanti (molti altri volano con i colori delle nazioni in cui operano), tre Cessna 208 “Grand Caravan", sette Beech 1900 "Airliner", 8 DHC-8 in diversi allestimenti. Infine, non mancano 5 piccoli droni RQ-11B Raven.